# NK Sloga Bjelovar
NK Sloga je nogometni klub iz Bjelovara. Nakon što je sezonu 2020./21. završio na posljednjem 14. mjestu 1. ŽNL Bjelovarsko-bilogorske, u sezoni 2021./22. se natječe u 2. ŽNL Bjelovarsko-bilogorska.